# Liberate
«Liberate» es una canción de la banda estadounidense de heavy metal Disturbed. Fue lanzado el 18 de febrero de 2003 como el tercer y último sencillo de su segundo álbum de estudio Believe (2002).
El sencillo alcanzó el puesto número 21 en la lista Bubbling Under Hot 100 Singles, el número 4 en la lista Mainstream Rock Tracks y el número 22 en la lista Modern Rock Tracks.

## Posicionamiento en lista
| Año  | Lista                             | Posición |
| ---- | --------------------------------- | -------- |
| 2003 | US Bubbling Under Hot 100 Singles | 21       |
| 2003 | US Mainstream Rock Tracks         | 4        |
| 2003 | US Modern Rock Tracks             | 22       |

## En otros medios
- "Liberate" apareció en el videojuego Tony Hawk's Underground 2.
- Se incluyó una versión remezclada como lado B de The Matrix Reloaded: The Album.